# 李慕琳
李慕琳（1919年—2002年12月），原名李美英，女，原籍山东德州，生于河北张家口，中国舞蹈教育家，曾任上海市舞蹈学校首任校长，中国舞蹈家协会常务理事。